# Apogon brevispinis
Apogon brevispinis es una especie de pez de la familia de los apogónidos en el orden de los perciformes.

## Morfología
Los machos pueden alcanzar los 6,2 cm de longitud total.

## Distribución geográfica
Se encuentran en la Polinesia francesa.